# Ljetna univerzijada 1975.
VIII. Ljetna univerzijada održana je u Rimu u Italiji od 18. do 21. rujna 1975. godine.
Na Univerzijadi je sudjelovalo 38 država s 468 natjecatelja koji su se natjecali samo u atletici. Stoga se ovo prvenstvo često naziva Svjetsko prvenstvo sveušilišta u atletici. Najuspješniji je bio SSSR sa 7 zlatnih, 5 srebrnih i 11 bronačnih medalja.